# 入来峠
入来峠（いりきとうげ）は、鹿児島県鹿児島市花尾町と薩摩川内市入来町浦之名の境（実際は峠を登りきった先に境界がある）に位置する国道328号の峠。標高400m。明治26年（1893年）に開削された。